# Faringe
Faringele (din greaca veche φάρυγξ, phárynx, „gât”) este un organ musculos căptușit cu o mucoasă care se continuă în cavitatea bucală și nazală. Faringele este o încrucișare a căilor digestive prin esofag și respiratorii prin laringe.

## Delimitare
Faringele este delimitat de cavitatea bucală prin baza limbii, amigdale, arcul palatin (Arcus palatoglossus), iar spre cavitatea nazală delimitarea este realizată de coanele nazale. Ieșirea postero-ventrală din faringe se realizează pe de o parte prin laringe continuat cu traheea, iar pe de altă parte prin esofag.
Faringele este subîmpărțit astfel:
1. în zona nazală sau epifaringe (Pars nasalis pharyngis)
2. zona orală sau mezofaringe (Pars oralis pharyngis)
3. zona laringiană sau hipofaringe (Pars laryngea pharyngis)
4. zona esofagiană (Pars esophagea pharyngis)

Faringele comunică cu cavitatea nazală și cu urechea medie prin Ostium pharyngeum tubae auditivae sau „trompa lui Eustachio”. Faringele oral este despărțit de cel nazal prin vălul palatin (Palatum molle sau Velum palatinum).

## Straturi
Faringele este compus din mai multe straturi, cel superficial fiind o mucoasă care are o serie de celule specializate ca celule flagelate, limfatice (amigdalele) și glandulare. Sub stratul mucos se află un strat musculos (Tunica muscularis) alcătuit din mușchi striați care se pot subîmpărți în (Musculi constrictores pharyngis) și (Musculus stylopharyngeus caudalis).
- Irigarea cu sânge este asigurată de artera carotidă externă
- Inervarea fiind realizată de nervii cranieni 9 și 10 (nervul vag și glosofaringian)